# Mycomya epacra
Mycomya epacra är en tvåvingeart som beskrevs av Coher 1959. Mycomya epacra ingår i släktet Mycomya och familjen svampmyggor. Inga underarter finns listade i Catalogue of Life.